# Нас водила молодость...
«Нас водила молодость...» — советский трёхсерийный телевизионный фильм 1986 года, снятый Евгением Шерстобитовым на киностудии им. Довженко по заказу Гостелерадио СССР.
Экранизация повестей Григория Мирошниченко «Юнармия» и «Именем революции».
Премьера состоялась 7 ноября 1986 года по Первой программе ЦТ.

## Сюжет
Дети из рабочего кубанского посёлка Невинка организовали небольшой боевой отряд, связанный с подпольем. Юных героев привлекает жажда приключений, у них это — зов времени, поскольку революция и гражданская война сами вошли в их жизнь.

## В ролях
В главных ролях:
- Дмитрий Праченко — Гаврик Дьяченко
- Александр Степанов — Григорий Мирошниченко
- Борис Руднев — Крымов
- Елена Ставицкая — Наталья Шебурова
- Станислав Молганов — Безгубенко

В ролях:
- Александр Иванов — Санька Злой
- Олег Щербина — Васька Костинов
- Андрей Волохов — Сашко Чалый
- Александр Калюжный — Пашка Бочкарев
- Игорь Кулик — Мишка Архоник
- Олег Кропот — Иван Васильевич
- Александр Обод — Андрей Беленец
- Елена Ковальчук — Луша Литвиненко
- Маша Баленко — Ниночка Шебурова
- Анатолий Котенёв — Алексей Шебуров
- Анатолий Юрченко — Литвиненко
- Павел Мухотин — Сергей Ахтубов
- Юрий Маляров — Иван Пелипенко
- Владимир Никитин — Субботин
- Валентин Грудинин — Илья Фёдорович
- Виктор Яныков — Прохоров
- Юрий Дедович — Винницкий
- Андрей Подубинский — Стрепетов
- Виктор Терехов — Дьяченко
- С. Орлов — Дзюба
- Сергей Полежаев — Максимович
- Александр Чернявский — Витковский
- Георгий Дворников — Микола Трубоченко
- Галина Самохина — Серафима Никаноровна
- Нина Кобеляцкая — Подпольщица

В эпизодах:
- Валерий Панарин — Петро
- Николай Малашенко — Василий Малашенко / солдат
- Виктор Степаненко — Савелий
- Леонид Даньчишин — Бондарь
- Валерий Свищёв — младший урядник
- А. Мащенко
- Иван Матвеев — Лукич
- В. Егоров
- Борис Болдыревский — стрелочник
- Дмитрий Миргородский — начальник особого отдела
- Анатолий Соколовский
- Алексей Колесник — белый офицер
- Семён Дашевский — Майер
- В. Осадчий
- В. Омельченко
- Е. Золотоверхий
- Юрий Мысенков — напарник Петра
- А. Мироненко
- Н. Придатко
- Юрий Критенко — начштаба
- Шамси Шамсизаде
- Али Самедов — Степанов

## Съёмочная группа
- Автор сценарий: Николай Корнилов
- Режиссёр-постановщик: Евгений Шерстобитов
- Оператор-постановщик: Александр Чёрный
- Художник-постановщик: Виктор Мигулько
- Композитор: Михаил Бойко
- Звукооператор: Владимир Сулимов
- Песни на стихи Эдуарда Багрицкого, Николая Шумакова
- Государственный симфонический оркестр УССР
  - Дирижёр: Фёдор Глущенко
- Режиссёр: Ж. Чайка
- Операторы: М. Сергиенко, А. Лен
- Монтажёр: Алла Голубенко
- Художник-гримёр: Василий Гаркавый
- Художники по костюмам: Л. Лученко, Наталья Пастушенко
- Ассистенты режиссёра: Н. Придатко, Людмила Кульчицкая
- Художник-декоратор: Александр Даниленко
- Комбинированные съёмки
  - Оператор: В. Осадчий
  - Художник: В. Кашин
- Пиротехник: П. Приходько
- Художник-пиротехник: Виктор Вороной
- Мастер-светотехник: В. Чернышенко
- Мастер-цветоустановщик: Наталья Чудновец
- Главный военный консультант: В. П. Хробыстров
- Редактор: Александр Кучерявый
- Административная группа: З. Африн, Е. Березняк, А. Сакун
- Директор картины: Олег Пикерский

## Съёмки
Фильм снимался в Одессе и области (город Белгород-Днестровский).